# Пятикопов, Сергей Леонидович
Серге́й Леони́дович Пятико́пов (23 июня 1978; Ижевск, Удмуртия, РСФСР, СССР) — российский футболист, защитник.
За карьеру забил около 30 голов, а, выступая в первом дивизионе, провёл около 200 матчей.
Является автором 300-го гола ФК «Енисей» в первенствах России в первом дивизионе.

## Биография
Родился и вырос в Ижевске. Футболом начал заниматься в 5-6 лет. Образование получил в школе футбола Ижевска.
В 16 лет подписал свой первый контракт с командой второго дивизиона «Зенит» (Ижевск). Во второй половине сезона 1998 и в 2000—2003 годах выступал за «Газовик-Газпром» (Ижевск). В сезоне 2004 играл за новокузнецкий «Металлург-Кузбасс». Далее выступал за екатеринбургский «Урал», ижевский «СОЮЗ-Газпром», а после — за тольяттинскую «Ладу». В 2009 году подписал контракт с красноярским «Металлургом». В том же году был назначен капитаном команды.
В 2014 году завершил карьеру и вошёл в тренерский штаб молодёжной команды «Зенит-Ижевск». Перед сезоном 2018/19 в возрасте 40 лет был внесен в заявку клуба в первенстве ПФЛ как игрок и как тренер.

## Достижения

### Личные
- Лучший защитник зоны Восток Второго дивизиона России по футболу: 2009[5], 2010[6].